# Idelfonso Rivera Alcayaga
Idelfonso Marcial Rivera Alcayaga (Coquimbo, 1871-Santiago, junio de 1916) fue un bachiller en humanidades, medicina y farmacia, médico cirujano y político radical chileno. 

## Biografía
Hizo sus estudios en el Liceo de La Serena, enseguida se recibió de bachiller en Humanidades, en Santiago, el 24 de octubre de 1887. Ingresó a la Universidad de Chile, donde obtuvo el título de bachiller en la Facultad de Medicina y Farmacia, en 1891. Graduado de la misma facultad en diciembre de 1893 con el título de médico-cirujano.
Se casó el 24 de abril de 1892 con Elena Marambio Montt.

## Actividades

### Carrera médica
Ayudante de cirugía en la Clínica Quirúrgica del doctor Luis Barros Borgoño (1892). Director del Museo de Anatomía (1894). Luego, por asuntos familiares, debió regresar al norte, al lado de sus padres, para hacerse cargo de ellos, que se encontraban en grave estado de salud.
En La Serena, fue miembro de la Junta de Beneficencia y cirujano del Hospital San Juan de Dios, además fue uno de los promotores del proyecto de construcción de un hospital nuevo para la ciudad.
En 1897 fue profesor suplente de Ciencias Naturales y Biología e Higiene del Liceo de La Serena. Presidente de la Sociedad de Artesanos de La Serena en tres períodos consecutivos hasta 1902.

### Labor social
Fue miembro del Cuerpo de Bomberos de La Serena, cirujano de todas sus compañías, director en algunas, superintendente y miembro honorario. Luchó y elaboró un proyecto para el establecimiento y protección mutua de todos los cuerpos de bomberos del país, por el sistema de la cuota mortuoria. Fue además miembro honorario del Cuerpo de Bomberos de Ovalle.

### Labor municipal
Fue primer alcalde de la municipalidad de La Serena (1906), apoyado por la unanimidad de los partidos establecidos en la ciudad, a pesar de ser adherente del radicalismo. Saneó las finanzas municipales, reelecto en 1907, pagó todas las deudas pendientes, realizó obras de adelante en la salud e higiene local. Gestionó con el gobierno del presidente Pedro Montt en su visita a la ciudad, una promesa de acelerar el proyecto de alcantarillado para la ciudad de La Serena, obra que comenzó en 1909 y la impulsó como diputado.

### Labor parlamentaria
Elegido Diputado radical por La Serena, Elqui y Coquimbo, en tres períodos consecutivos (1909-1918), integró la Comisión permanente de Beneficencia y Culto, además estuvo en la de Obras Públicas y Asistencia Social.
En la Cámara de Diputados formó parte de la Comisión Mixta de Presupuestos durante su primer período legislativo, obteniendo fondos para diferentes obras de La Serena, como: La Escuela Normal de Preceptoras, Liceo de Niñas, mejoramiento de los gabinetes de física y química, Sociedad de Artesanos de La Serena, Escuela Nocturna y Curso de Contabilidad Práctica, Subvenciones para las Sociedad de Artesanos de Coquimbo, Ovalle y Vicuña, Subvención a los Cuerpos de Bomberos de la provincia, entre otras aportaciones.
Como diputado, además formó parte del Comité Parlamentario del Partido Radical, cargo por medio del cual presentó proyectos de ley nacional como por ejemplo: la Edificación Escolar, un aumento del personal docente para la Instrucción Primaria (1914); el Servicio de médicos legistas de Chile (1915). Tomó parte de los debates de la Instrucción Primaria laica, gratuita y obligatoria, y propuso el aumento de las escuelas nocturnas para obreros mediante subvenciones.
Presentó además un proyecto de ley sobre la organización de le beneficencia pública, ley de accidentes del trabajo, la dictación de una ley que comprendiera todas las enfermedades en todos los asalariados, pues no sólo son obreros los que desempeñan un trabajo manual.
Presentó el proyecto de ley de la Exposición Agrícola de La Serena y obtuvo fondos para su celebración. También obtuvo fondos para la construcción del Sanatorio de Tuberculosis de Elqui. En Santiago realizó iniciativas para la fundación de las Policlínicas de Vías Urinarias, Sifilografía y Ginecología en los Hospitales de San Juan de Dios y San Borja.
Abogó en la Cámara y en la Comisión de Presupuestos, fondos para la creación del Instituto de Medicina Legal, de manera de asegurar la organización del servicio de médicos legistas que formaran parte del poder Judicial.
Falleció a un mes de terminar su período de diputado, en junio de 1916.